# Адміністративний устрій Петриківського району
Адміністративний устрій Петриківського району — адміністративно-територіальний поділ Петриківського району Дніпропетровської області на 3 селищні ради та 6 сільських рад, які об'єднують 20 населених пунктів та підпорядковані Петриківській районній раді. Адміністративний центр — смт Петриківка.

## Список радПетриківського району
| № | Назва                        | Центр           | Населені пункти                                            | Площа км² | Місце за площею | Населення (2001), чол. | Місце за населенням |
| - | ---------------------------- | --------------- | ---------------------------------------------------------- | --------- | --------------- | ---------------------- | ------------------- |
| 1 | Курилівська селищна рада     | смт Курилівка   | смт Курилівка                                              |           |                 |                        |                     |
| 2 | Миколаївська селищна рада    | смт Миколаївка  | смт Миколаївка                                             |           |                 |                        |                     |
| 3 | Петриківська селищна рада    | смт Петриківка  | смт Петриківка с. Кулішеве с. Сотницьке с. Мала Петриківка |           |                 |                        |                     |
| 4 | Єлизаветівська сільська рада | c. Єлизаветівка | c. Єлизаветівка                                            |           |                 |                        |                     |
| 5 | Іванівська сільська рада     | c. Іванівка     | c. Іванівка с. Гречане с. Клешнівка с. Куліші с. Радсело   |           |                 |                        |                     |
| 6 | Лобойківська сільська рада   | c. Лобойківка   | c. Лобойківка                                              |           |                 |                        |                     |
| 7 | Хутірська сільська рада      | c. Хутірське    | c. Хутірське                                               |           |                 |                        |                     |
| 8 | Чаплинська сільська рада     | c. Чаплинка     | c. Чаплинка с. Улянівка                                    |           |                 |                        |                     |
| 9 | Шульгівська сільська рада    | c. Шульгівка    | c. Шульгівка с. Плавещина с. Сорочине с. Судівка           |           |                 |                        |                     |